# Neurothemis luctuosa
Neurothemis luctuosa är en trollsländeart som beskrevs av Maurits Anne Lieftinck 1942. Neurothemis luctuosa ingår i släktet Neurothemis och familjen segeltrollsländor. Inga underarter finns listade i Catalogue of Life.